# 711824 Infante
711824 Infante este o planetă minoră (asteroid) din centura de asteroizi. A fost descoperită pe 29 august 2003 la  de . 
Obiectul prezintă o orbită caracterizată de o semiaxă mare de 3,1362328195827 UAi, o excentricitate de 0,082344555110081, o înclinație de 12,19963767609 ° în raport cu ecliptica.